# Antolín Ortega
Antolín Ortega García (Madrid, 5 novembre 1951) è un ex calciatore spagnolo, di ruolo centrocampista.

## Carriera
Cresciuto nel settore giovanile del Real Madrid, fu ceduto in prestito all'Osasuna e al CD Castellón, club con cui esordì in Primera División nel 1973.
Nel 1975 si unì al Cadice, nella Segunda División spagnola. Il 7 settembre 1975, Ortega esordì contro il Córdoba, in quella partita fu anche espulso. Titolare della squadra gialloblu, fu tra i protagonisti della promozione in Liga del 1977, la prima nella storia del Cadice. Ortega fu così tra i titolari della prima partita del Cadice nella Primera División spagnola, giocata il 4 settembre 1977 contro il Rayo Vallecano e vinta per 2-1. Il Cadice tuttavia terminò il campionato all'ultimo posto, tornando così in cadetteria.
Nel 1978, Ortega si trasferì al Real Betis, militante nella Segunda División, in un'operazione che portò a Siviglia anche il suo compagno di squadra cadista Manolo Villalba.
Esordì il 3 settembre 1978 alla prima giornata, vinta per 4-0 contro il Barakaldo. Il Betis alla fine della stagione ottenne la promozione nella Liga.
Restò al Betis per altre otto stagioni, giocando anche in Coppa UEFA nel 1982-83 e nel 1984-85.
Lasciò il Betis nel 1987 per giocare un'ultima stagione in Segunda División con il Recreativo Huelva, prima di ritirarsi.